# Nòdul auriculoventricular

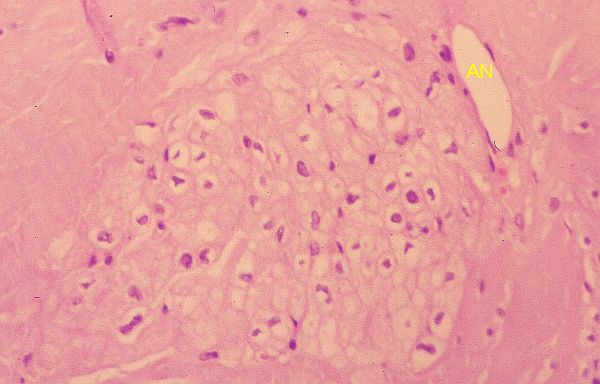
Tall histològic d'una part del nòdul auriculoventricular. AN: Artèria nodal. Microscopi òptic. 100X. Tinció d'HE.

El nòdul auriculoventricular  (NAV) o nòdul d'Aschoff-Tawara —epònim provinent dels patòlegs que el descobriren conjuntament a mitjans de la dècada de 1910: Ludwig Aschoff i Sunao Tawara — és una part del sistema de control elèctric del cor que coordina el funcionament de la part superior d'aquest òrgan, connectant les aurícules i els ventricles. El nòdul auriculoventricular és una àrea de teixit especialitzat, i està situat entre les aurícules i els ventricles, concretament a la part inferior del solc interauricular, prop del septe membranós interventricular, al centre del triangle de Koch (un triangle emmarcat pel si coronari, la porció septal de la vàlvula tricúspide i la part membranosa del septe interauricular). És un nòdul molt compacte (~1 x 3 x 5 mm).
Està irrigat per una artèria nodal provinent de l'artèria coronària dreta en més del 70% dels individus i per una branca circumflexa de l'artèria coronària esquerra en quasi un 30%. A diferència del nòdul sinusal, no ha estat descrita cap variant anatòmica amb subministrament sanguini de les dues artèries coronàries al mateix temps. Des del punt de vista histològic el formen cèl·lules nodals P (Peacemaker) i transicionals, a més de cèl·lules musculars contràctils i algunes fibres de Purkinje.
La funció d'aquest nòdul està estretament lligada a la d'un altre nòdul, anomenat sinusal o sinoauricular, que inicia l'impuls elèctric cardíac, un estímul rítmic d'autoexcitació, que fa que el cor es contregui entre 60 i 100 vegades per minut. En cas de fallada d'aquest nòdul, que seria com el marcapassos del cor, aquesta funció recauria sobre el nòdul auriculoventricular, que enviaria impulsos elèctrics d'una freqüència menor, produint d'aquesta manera un batec més feble i menys freqüent del cor.
Certes mutacions en el gen Nkx2-5, essencial per la correcta formació del cor embrionari, ocasionen una disfunció cardíaca progressiva postnatal derivada d'una degradació del sistema elèctric i un excessiu creixement de les fibres musculars. En especial, es desenvolupa selectivament un procés de descens del nombre de cèl·lules del NAV, les quals són substituïdes per teixit gras, que s'associa amb una evolució gradual cap el blocatge cardíac complert i la miocardiopatia hipertròfica. Observacions fetes en ratolins nascuts amb el Nkx2-5 mutat demostren una greu hipoplàsia del NAV i una elevada expressió de la proteïna morfogènica BMP-10.
El tumor quístic del NAV, també anomenat mesotelioma auriculoventricular, és un tumor benigne congènit localitzat al triangle de Koch del septe auricular. Representa el 2,7% de tots els tumors cardíacs i és el principal tumor primari del cor causant de mort sobtada (un ~50% dels casos). Malgrat la denominació clàssica de mesotelioma el seu origen no és mesotelial. Es creu que deriva de restes d'estirp endodèrmica o d'elements branquials heterotòpics. Interfereix la correcta funcionalitat del sistema de conducció elèctrica del cor i provoca blocatge cardíac complert en un 65% de les persones afectades i parcial en un 15% d'elles, a banda de diversos tipus d'arrítmies. Ja que és molt difícil la detecció macroscòpica del tumor, cal sospitar la seva presència en els pacients amb un blocatge cardíac limitat al NAV. Si es diagnostica precoçment i s'efectua una escissió quirúrgica total, té un bon pronòstic.
Infarts a la zona lateral del bulb raquidi, causants de la síndrome de Wallenberg, poden provocar una inestabilitat autonòmica secundària a l'afectació del nucli bulbar del nervi vague que ocasiona una arrítmia molt particular derivada d'un fenomen de doble conducció a través del NAV.
En l'hemocromatosi cardíaca, el ferro té una especial proclivitat a formar dipòsits en el NAV, sent la causa de blocatges complerts que poden necessitar la implantació d'un marcapassos permanent. Els efectes tòxics de l'acumulació de ferro en el cor, inclús a concentracions baixes, inhibeixen selectivament les funcions del seu sistema de conducció.